# تل‌آویو
تل‌آویو (به عبری: תל אביב) (به عربی: تل أبيب) دومین شهر پرجمعیت اسرائیل است که در ساحل دریای مدیترانه واقع شده است.
شهر تل‌آویو، «پایتخت تجاری» اسرائیل و مرکز استان تل‌آویو محسوب می‌شود. تل‌آویو در دهه ۱۹۱۰ میلادی، در مقابل شن‌زارهای خشک شهر یافا توسط یهودیان مهاجری که توانایی مالی زندگی در شهر عرب‌نشین یافا را نداشتند ساخته شد. شهر تل‌آویو دارای آب‌وهوای معتدل مدیترانه‌ای است. شهر یافا پیش از جنگ ۱۹۴۸، شهر عربی فلسطینی و مرکز سیاسی، فرهنگی، و اقتصادی جامعه عرب فلسطین بود.
جمعیت شهر تل‌آویو-یافا در سال ۲۰۱۹ حدود ۴۶۰٬۸۵۴ نفر بوده است که این رقم شامل کارگران و دانشجویانی که محل اقامت رسمی خود را تغییر نداده‌اند، نمی‌شود. تعداد خانوارهای شهر ۱۸۸ هزار است که ۵۶ درصد از آن‌ها خانواده و ۴۰ درصد مجرد هستند. اما با احتساب شهرهای پیوسته به آن که «تل‌آویو بزرگ» یا «غوش دان» نامیده می‌شود، دارای جمعیتی ۳٫۳ میلیون نفری می‌شود. تل‌آویو بزرگ شامل چندین شهر بهم پیوسته من‌جمله یافا (יפו)، رمت گن (רמת-גן)، پتح تیکوا (פתח-תקווה)، هد هشارون (הוד-השרון)، رمت هشارون (רמת-השרון)، گیواتائیم (גבעתיים) و چند شهر کوچک دیگر است.
فضای شهر تل‌آویو با دیگر شهرهای اسرائیل، به‌خصوص شهر اورشلیم تفاوت چشمگیری دارد. تل‌آویو با ساحل طولانی دریای مدیترانه، آزادی‌های اجتماعی فراوان و تبدیل شدن به پایتخت بازرگانی و اقتصادی اسرائیل، یکی از شهرهای جهانی به حساب می‌آید. تل آویو در سال ۲۰۲۱ گران‌ترین شهر جهان شناخته شد.
شهر تل آویو، به عنوان قلب تپنده این کشور، از طریق اتوبان‌های مدرن و خطوط اتوبوس متعدد و خطوط قطار حومه‌ای راه‌آهن اسرائیل، به اقصی نقاط کشور، منجمله به فرودگاه بین‌المللی بن گوریون متصل است. سامانه گسترده‌ای از خطوط مترو و قطار سبک شهری نیز در تل آویو و حومه در دست ساخت می‌باشد.

## وجوه تسمیه
در بند ۱۵:۳ کتاب حزقیال نبی آمده است:
پس به "تل ابیب" نزد اسیرانی که نزد نهر کبار (به عبری: נהר כבר) ساکن بودند، رسیدم و در مکانی که ایشان نشسته بودند، در آنجا به میان ایشان هفت روز متحیر نشستم.
نام «تل‌آویو»از ابداعات ناحوم سوکولوف بود. او برای ابداع نام «تل‌آویو» از کتابی نوشته تئودور هرتسل به نام سرزمین کهن جدید الهام گرفت.
تل ابیب از دو واژه تشکیل شده است:
- تل کلمه ای فارسی به معنای زمین مرتفع یا پشته دست‌ساز است که با تشدید «ل» وارد زبان عربی شده است. [۱۰]
- ابیب اسم مرکب آب و به معنای فزونگی آب و طغیان رود است.[۱۱]

حرف عبری ב غالبا «ب» تلفظ می‌شود، اما در حالت دگش، «و» تلفظ می‌شود؛ بنابراین گاهی در زبان عبری و همیشه در زبان عربی، تل ابیب تلفظ می‌شود. آویو به معنای بهار (موسم طغیان رودها) است، که هر دو در انگلیسی spring معنی می‌دهند. زین رو در عربی، تلّ الربیع لقب و نام دوم تل ابیب است.
نام رسمی شهر، تل آویو-یافا (به عبری: תל אביב-יפו) (به عربی: تل أبيب-يافا) می‌باشد، که از ادغام دو شهر تل آویو و یافا در سال ۱۹۵۰ به وجود آمد.

## تاریخچه

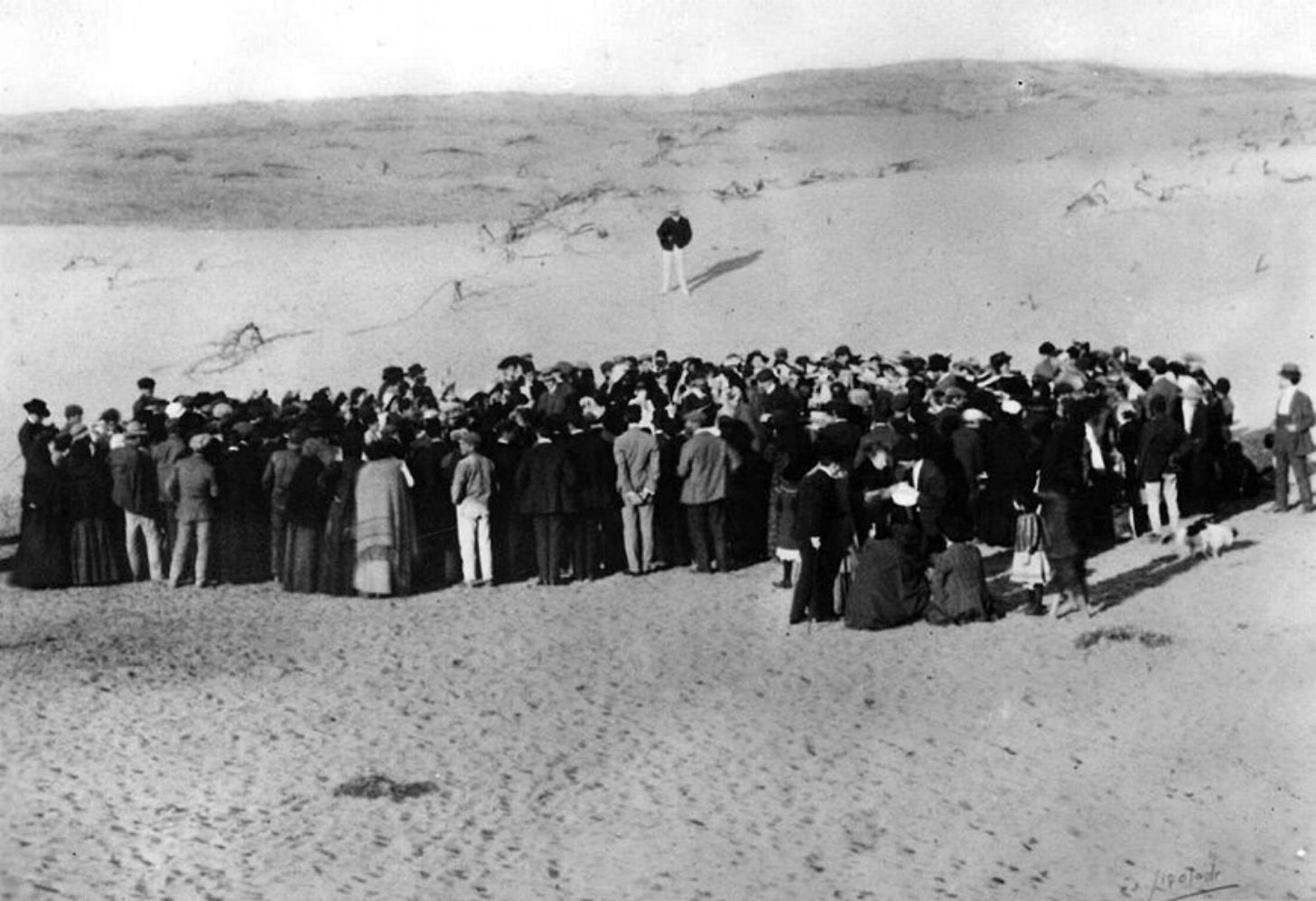
تصویری از زمین‌های تل‌آویو که از بادیه‌نشینان عرب در سال ۱۹۰۹ خریداری شد.

در سال ۱۹۰۹ میلادی، یهودیان مهاجری که به فلسطین مهاجرت کرده بودند، زمین‌های تل‌آویو را از اعراب خریدند. فلسطین در آن هنگام بخشی از قلمرو امپراتوری عثمانی بود. در آن زمان تل‌آویو ساخته شد تا کارگرانی که در شهر یافا کار می‌کردند، بتوانند شب‌ها محلی برای خواب و استراحت داشته باشند، اما اختلافات بین یهودیان و اعراب یافا در سال ۱۹۲۱، یهودیان را به فکر تأسیس یک مرکز تجاری عمده در تل‌آویو انداخت و به این ترتیب، شهری که بنا بود خوابگاه کارگران شاغل در یافا تبدیل شود، به تدریج به مهم‌ترین مرکز تجاری نخستین کشور یهودی در طول تاریخ مبدل شد.

اولین شهردار شهر تل‌آویو، مئیر دیزینگوف نام داشت.
در سال ۱۹۵۰، یافا رسماً به تل‌آویو پیوست و امروزه یافا، تنها بخش کوچکی از شهر بزرگ تل‌آویو است که اکثریت مطلق جمعیت آن را یهودیان و بخش بسیار اندکی از آن را شهروندان عرب اسرائیل تشکیل می‌دهند.

## سیاست
دولت اسرائیل، با تصویب قوانینی، پایتخت این کشور را شهر اورشلیم (بیت‌المقدس) اعلام کرده است. اما به دلیل اینکه حاکمیت این شهر، مورد مناقشه است، و دولت فلسطین هم این شهر را پایتخت خویش می‌داند، و جامعه جهانی نیمی از این شهر را تحت اشغال غیرقانونی نظامی می‌داند، اکثریت مطلق کشورها از باز کردن سفارت‌خانه‌های خویش در این شهر سر باز زده‌اند. به همین دلیل، اکثر سفارت‌خانه‌های خارجی در کشور اسرائیل، در شهر تل آویو هستند، که به این شهر اهمیت مضاعفی در صحنه سیاست بین‌المللی بخشیده است.
همان‌طور که در سیاست بین‌الملل، برای اشاره به دولت یا کشوری، رسم هست که از نام پایتخت کشور استفاده شود (به‌طور مثال، سرخط‌های خبری مثل «آشتی دو کره؛ سئول و پیونگ یانگ کانال‌های ارتباطی میان یکدیگر را احیا کردند»)، در خبرها و بحث‌های مرتبط با اسرائیل در خیلی موارد مرسوم است از نام «تل آویو» برای اشاره به این کشور استفاده شود.
شهردار تل آویو، از سال ۱۹۹۸ به امروز، «رون هولدای»، از حزب سوسیالیست-صهیونیست کار اسرائیل (عبوده) است.

## فرهنگ

### معماری

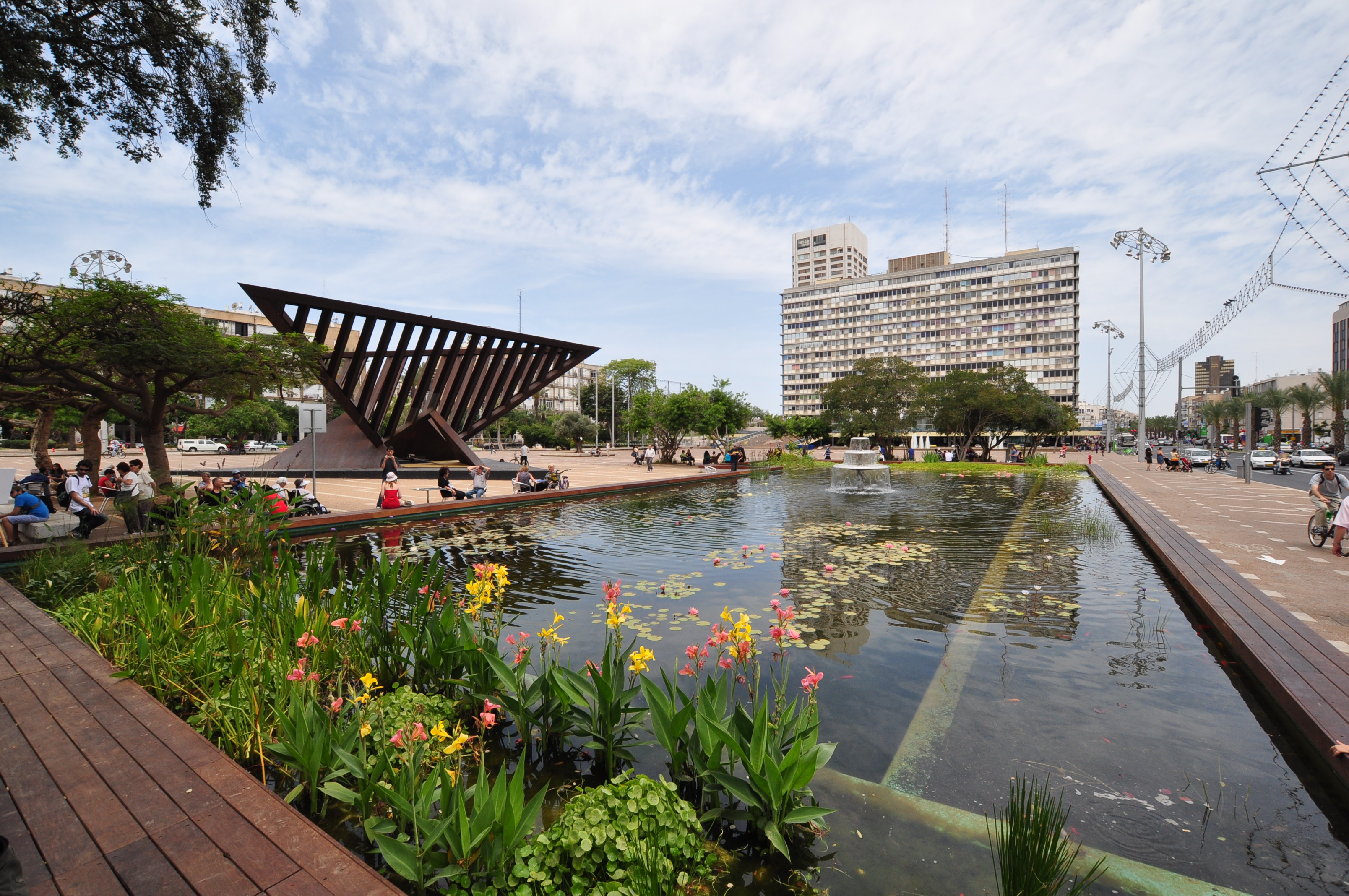
میدان رابین از میدان‌های مهم و مرکزی شهر تل‌آویو است.

معماری خانه‌ها در برخی محله‌های شهر تل‌آویو به سبک اروپائی اواخر قرن نوزدهم ساخته شد. به درخواست سازمان یونسکو بیش از ۴۰ هزار ساختمان تاریخی در فهرست میراث فرهنگی جهانی قرار گرفته و نوسازی شده‌اند.
نمای اکثر ساختمان‌های شهر تل‌آویو سیمانی سفید و سقف‌های آن‌ها مسطح است که با آب و هوای مناطق مدیترانه‌ای هم‌خوانی دارند. بسیاری از ساختمان‌های تاریخی ساخته‌شده در تل‌آویو به سبک باوهاوس یا سبک بین‌المللی ساخته شده‌اند.

### ورزش

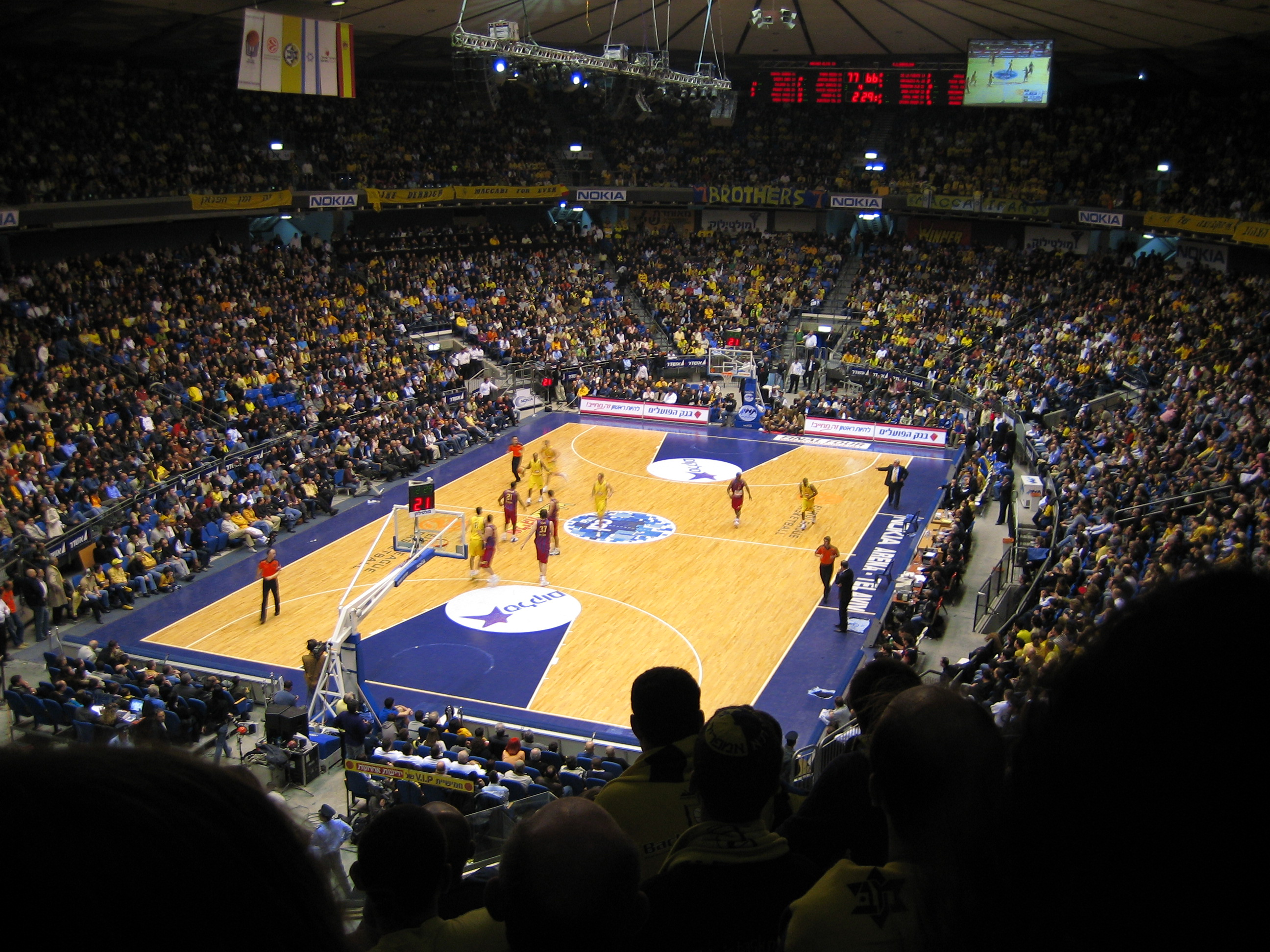
نمایی از داخل ورزشگاه سرپوشیده نوکیا.

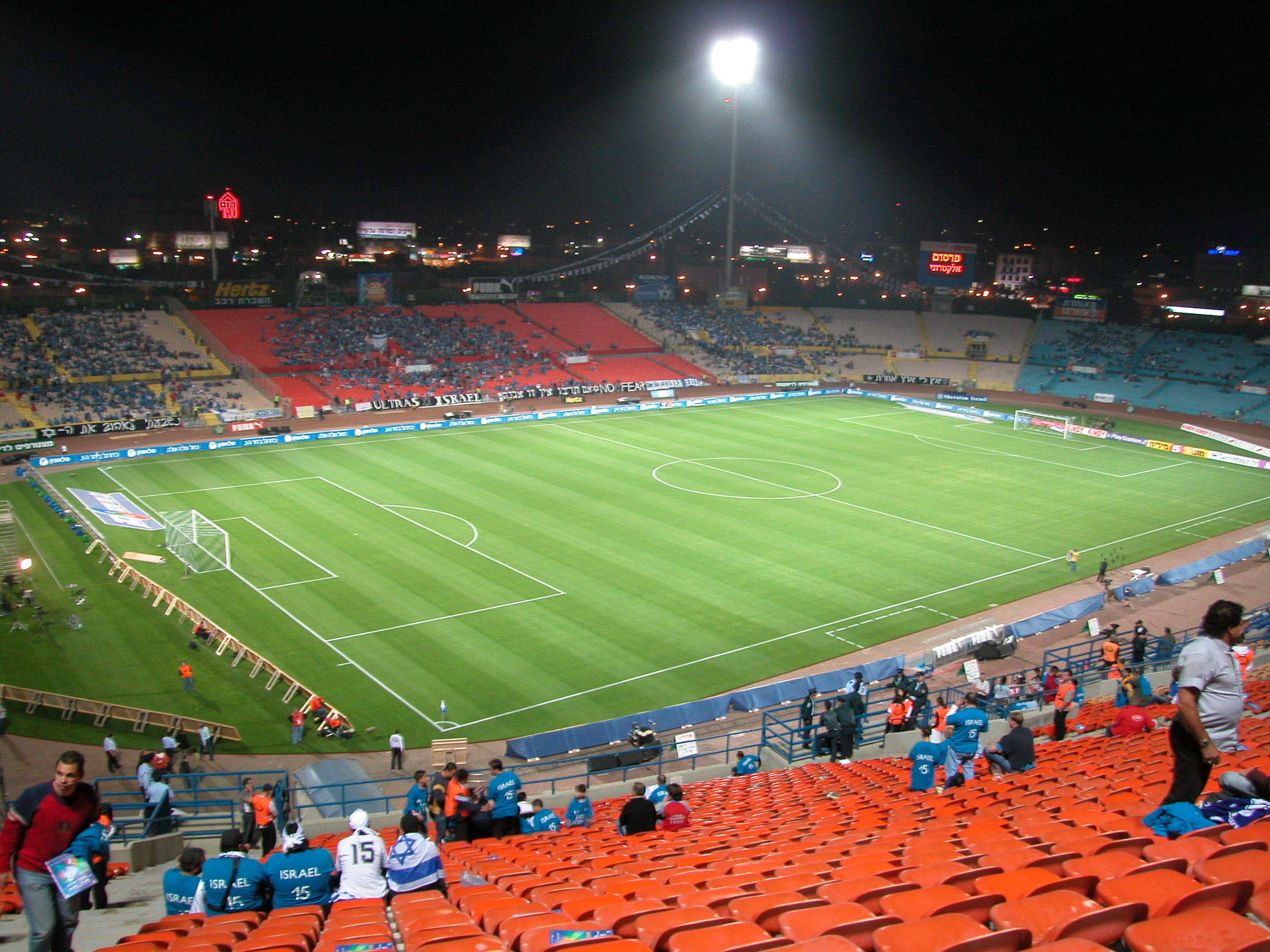
نمایی از داخل استادیوم رمت گن که خانه تیم ملی فوتبال اسرائیل است.

تل‌آویو خانه برخی از معروفترین تیم‌های ورزشی اسرائیل است. از جمله تیم بسکتبال تل‌آویو که شهرت فراوانی در بسکتبال اروپا دارد. تل‌آویو تنها شهری در اسرائیل است که سه نماینده در لیگ برتر فوتبال اسرائیل دارد. باشگاه فرهنگی ماکابی تل‌آویو در سال ۱۹۰۶ در تل‌آویو تأسیس شد. اکنون این باشگاه در بیش از ده رشته ورزشی به فعالیت مشغول است. تیم بسکتبال ماکابی تل‌آویو پرافتخارترین تیم بسکتبال در اسرائیل است که موفق شده است با کسب چهل و هفت مقام از جمله سی و شش مقام قهرمانی در لیگ بسکتبال اسرائیل و پنج مقام قهرمانی در جام برتر بسکتبال اروپا به تیمی شاخص تبدیل شود. همچنین تیم فوتبال ماکابی تل‌آویو موفق شده است که هیجده مقام قهرمانی در جام برتر فوتبال اسرائیل، دو مقام قهرمانی در جام حذفی لیگ برتر اسرائیل و دو مقام قهرمانی در جام باشگاه‌های آسیا و یک مقام قهرمانی در جام حذفی لیگ برتر اسرائیل را از آن خود کند.
یکی دیگر از باشگاه‌های صاحب نام اسرائیلی، «باشگاه فرهنگی هپوعل تل‌آویو» است. این باشگاه در سال ۱۹۲۳ در شهر تل‌آویو تأسیس شد و اکنون در بیش از یازده رشته ورزشی به فعالیت می‌پردازد. از آن جمله می‌توان به تیم بسکتبال هاپوئل تل‌آویو اشاره کرد که تاکنون موفق به کسب پنج مقام قهرمانی در لیگ بسکتبال اسرائیل شده است. تیم فوتبال هپوعل تل‌آویو هم موفق به کسب سیزده مقام قهرمانی در جام برتر فوتبال اسرائیل و یک قهرمانی در جام باشگاه‌های آسیا شده است.
«تیم فوتبال پسران یهودای تل‌آویو» یکی دیگر از تیم‌های فوتبال در شهر تل‌آویو است. این تیم موفق شده است که تاکنون یک مقام قهرمانی در جام برتر فوتبال اسرائیل و یک مقام قهرمانی در جام حذفی لیگ برتر اسرائیل را از آن خود کند. تیم فوتبال پسران یهودا، تنها تیم حاضر در لیگ برتر فوتبال اسرائیل است که تنها، نماینده یک منطقه به نام «ناحیه امید» در شهر تل‌آویو است و کل مناطق و شهر تل‌آویو در کل را نمایندگی نمی‌کند.
در تل‌آویو ورزشهای مختلف، طرفداران خاص خود را دارند و تعداد تیم‌ها و باشگاه‌های ورزشی تنها به فوتبال و بسکتبال محدود نمی‌شوند. از آن جمله می‌توان به دو باشگاه قایق‌رانی شهر تل‌آویو اشاره کرد. یکی از قدیمی‌ترین این باشگاه‌ها، باشگاه قایق‌رانی تل‌آویو است که در سال ۱۹۳۵ میلادی در کنار رودخانه یرکون قرار گرفته است. در همین حال بازی ماتکوت که یک بازی اسرائیلی است، همواره در سواحل و پلاژهای ساحلی شهر تل‌آویو که در کنار دریای مدیترانه واقع شده است، بازی می‌شود.
شهر تل‌آویو همچنین در لیگ حرفه‌ای بیسبال اسرائیل که از سال ۲۰۰۲ آغاز به‌کار کرده دارای نماینده‌ای به نام تل‌آویو لایتنینگ است.
همچنین یک استادیوم‌های بزرگ ورزشی با ظرفیت ۴۱٬۵۸۳ نفر، با نام استادیوم رمت گن یا «استادیوم ملی» در شهر رمت گن قرار دارد که خانه کنونی تیم ملی فوتبال اسرائیل است.

### مراکز آموزشی

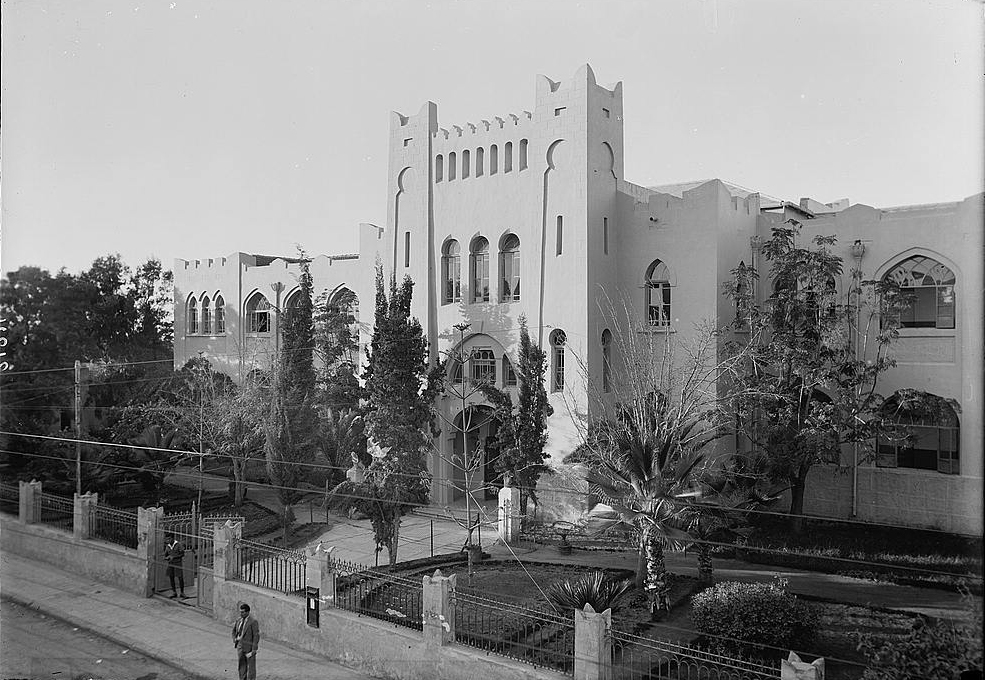
نمایی از ساختمان ژیمناسیوم عبری هرتزلیا در سال ۱۹۲۲ میلادی. این مدرسه نخستین دبیرستان تل‌آویو بود و در سال ۱۹۰۵ در خیابان هرتسل بنا شد.

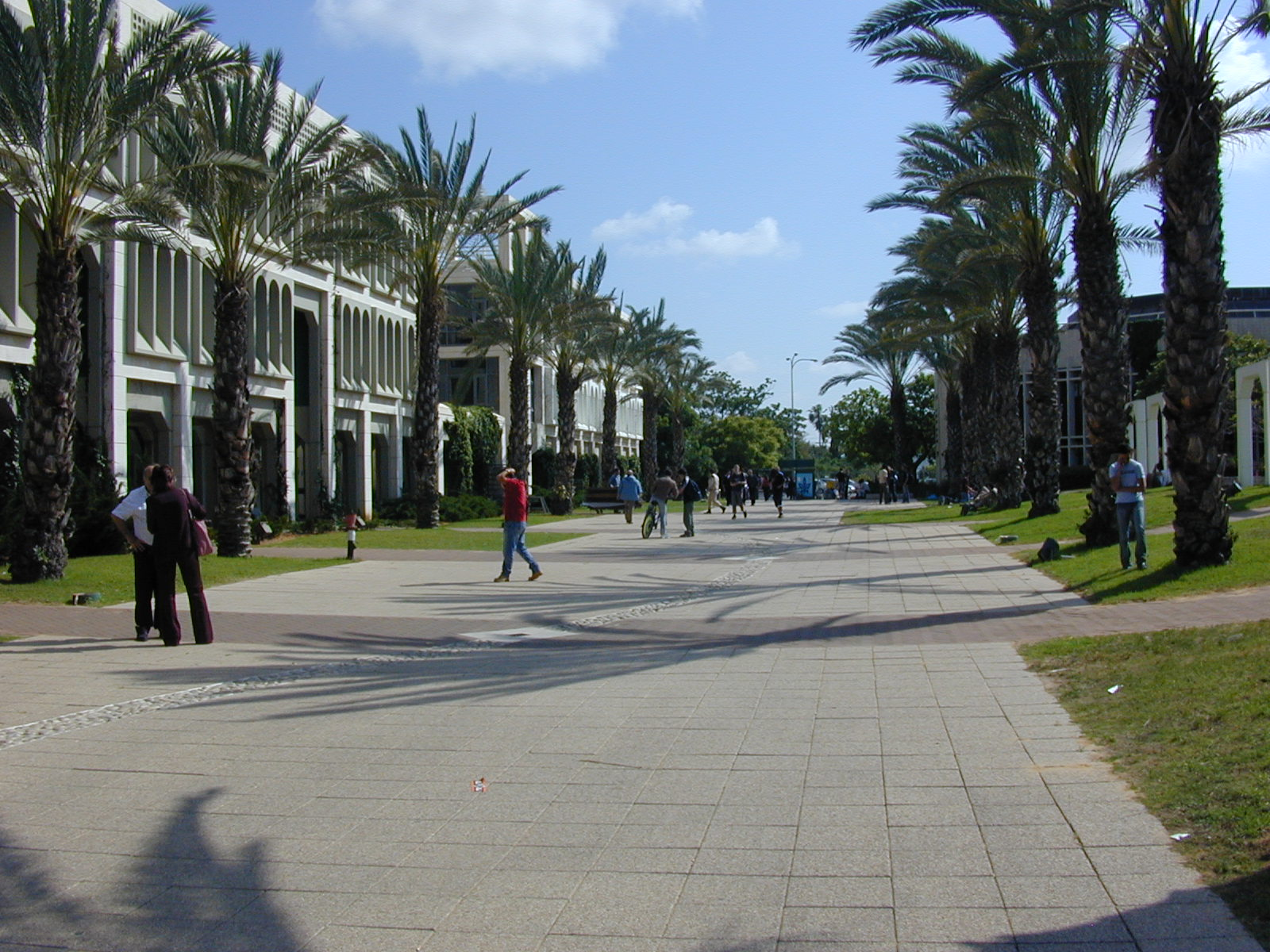
نمایی از بلوار دانشکده مهندسی دانشگاه تل‌آویو.

تل‌آویو یکی از مراکز مهم آموزشی اسرائیل نیز محسوب می‌شود. با وجود اینکه دانشگاه تل‌آویو سالها پس از تأسیس دانشگاه عبری اورشلیم برپا شد، ولی به سرعت توسعه یافت و در ظرف چند سال به بزرگ‌ترین دانشگاه اسرائیل با ۱۰۶ بخش و دانشکده و ۹۰ مرکز پژوهشی و علمی و دو مدرسه تحصیلات عالی را نیز زیر نظارت خود دارد.
همچنین دانشگاه مذهبی برایلان که در سال ۱۹۵۵ میلادی تأسیس شد نیز در شهر رمت گن در حومه تل‌آویو قرار دارد. در این دو دانشگاه روی‌هم‌رفته بیش از ۵۰٬۰۰۰ دانشجوی اسرائیلی به همراه تعداد بسیار زیادی از دانشجویان دیگر کشورها تحصیل می‌کنند.

## اقتصاد

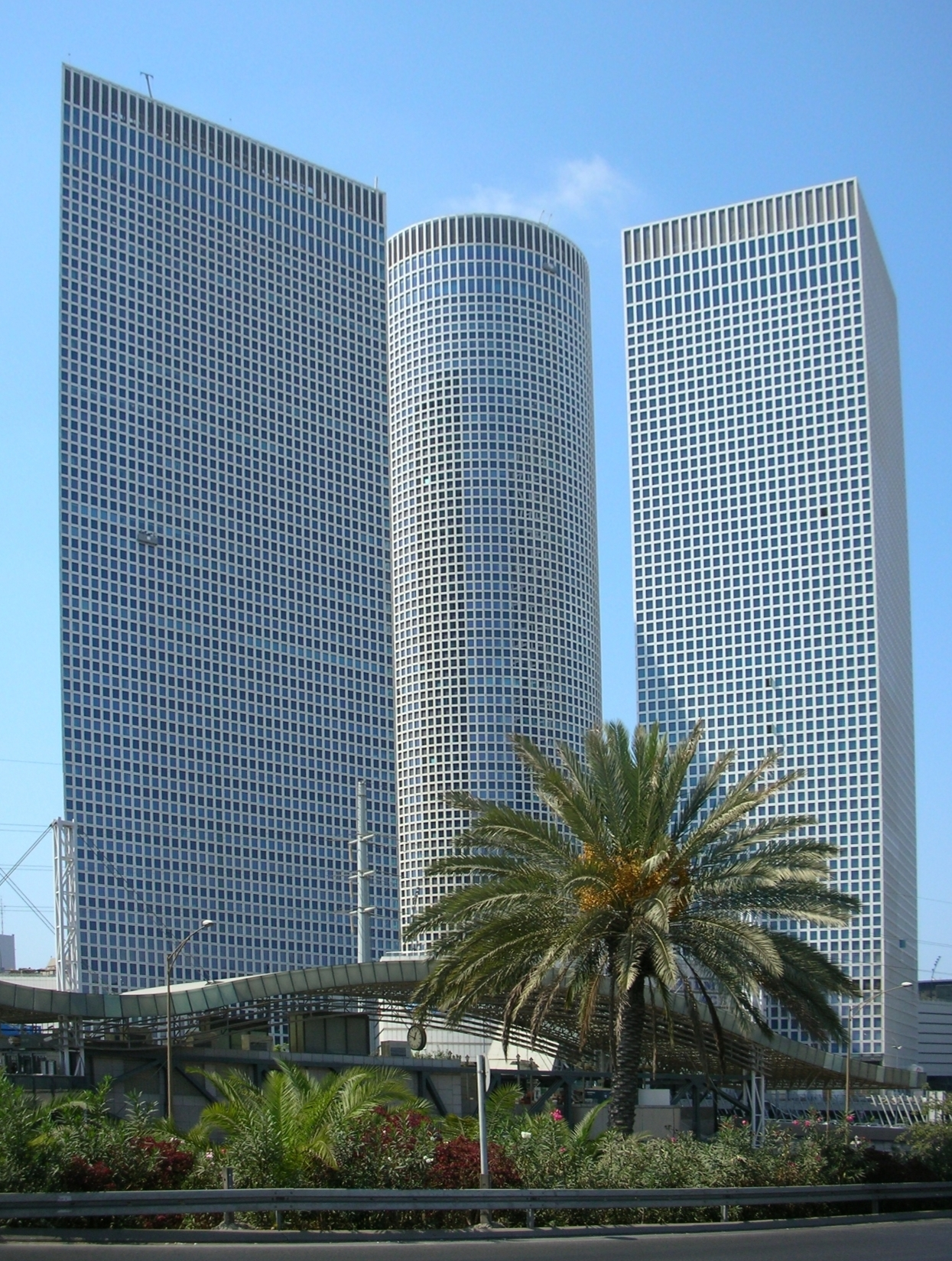
آسمان‌خراش‌های سه‌گانه مسکونی و بازرگانی داوید عزریئلی، هر یک بیش از پنجاه طبقه دارند و بلندترین ساختمان‌های شهر تل‌آویو محسوب می‌شوند. آسمان‌خراش‌های سه‌گانه عزریئلی، به سه شکل هندسی گرد، مستطیل و مثلث طراحی و ساخته شده‌اند.

تل‌آویو پایتخت بازرگانی و اقتصادی اسرائیل به‌شمار می‌آید. شعبه مرکزی همه بانک‌های اسرائیل در این شهر دایر است و تنها بازار بورس اسرائیل نیز در شهر تل‌آویو قرار گرفته است.
بندر ساحلی تل‌آویو به خاطر مهاجرت بسیاری از برنامه‌نویسان و کارشناسان علوم رایانه و همچنین کارخانجات متعدد رایانه‌سازی و شرکت‌های‌های تِک به یکی از مهم‌ترین مراکز صنعتی جهان به‌خصوص در بخش کامپیوتر تبدیل شده است. به صورتی که مجلهٔ ایکونومیست، تل‌آویو را «مینیاتور لس آنجلس» معرفی کرد. مجلهٔ نیوزویک، در سال ۲۰۰۷ میلادی تل‌آویو را یکی از ده پیشرفته‌ترین شهرهای جهان معرفی کرد. حومه شهر تل‌آویو به‌خصوص شهرهای هرزالیا و پتا تیکوا که مرکز اصلی شرکت‌های تولیدکننده محصولات هوشمند هستند به «سیلیکون ولی اسرائیل» معروف هستند.

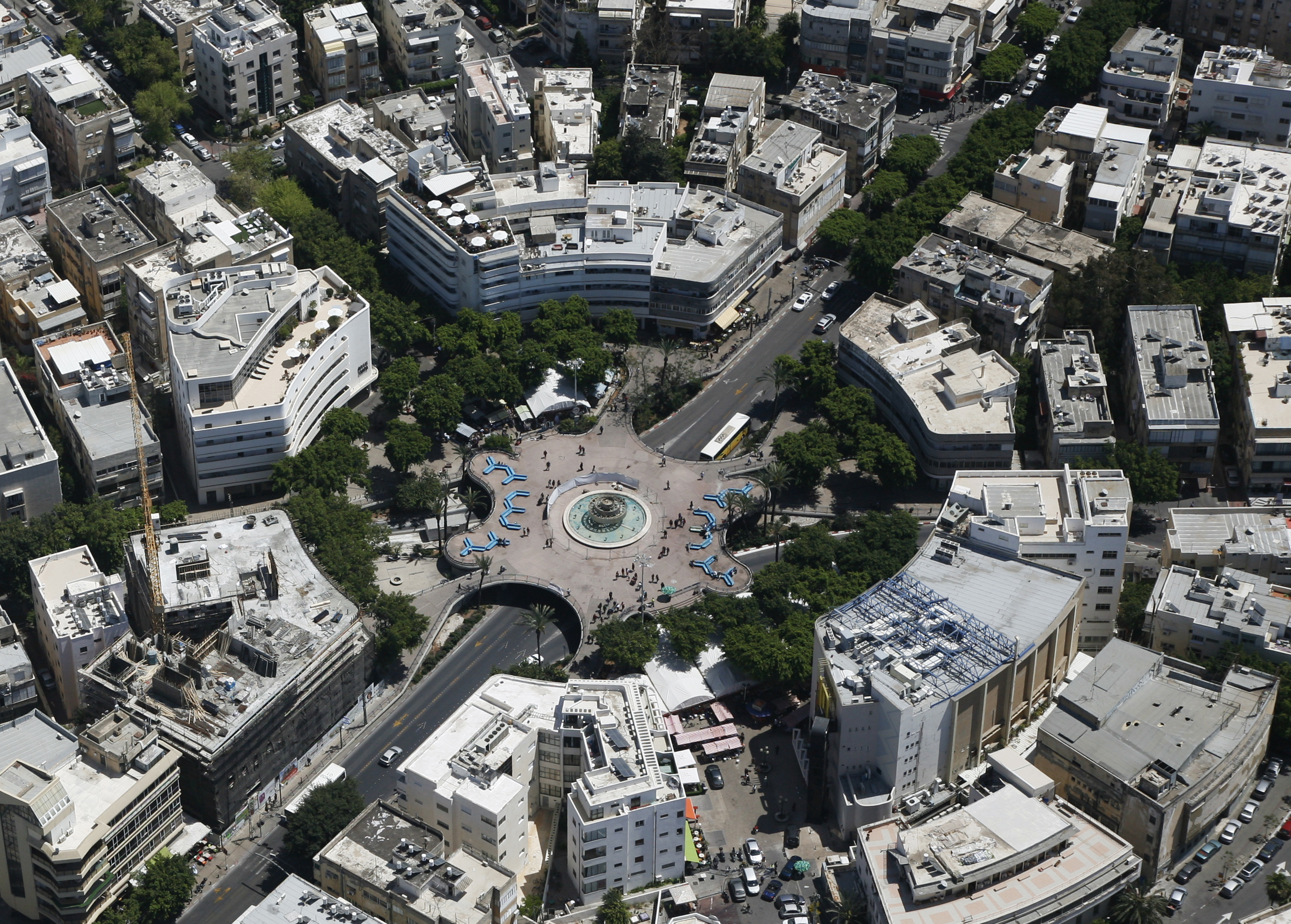
میدان دیزنگوف از میدان‌های مهم و مرکزی شهر تل‌آویو است.

اکثر میلیاردرهای اسرائیلی مقیم شهر تل‌آویو هستند. بر اساس آمار مؤسسه تحقیقاتی مرسیر، از سال ۲۰۰۷ میلادی، تل‌آویو گرانترین شهر خاورمیانه و در مقام هفدهمین شهر گران جهان برای زندگی شناخته شد. در این گزارش شهرهای نیویورک و دوبلین در رده ۱۵ و ۱۶ و شهرهای رم و وین پس از تل‌آویو و در رده ۱۸ و ۱۹ قرار داشتند.
مرکز نمایشگاه‌های بین‌المللی اسرائیل که هرساله نمایشگاه‌های بین‌المللی متعددی در آن برگزار می‌شود در شهر ساحلی تل‌آویو قرار دارد.

## امکانات شهری

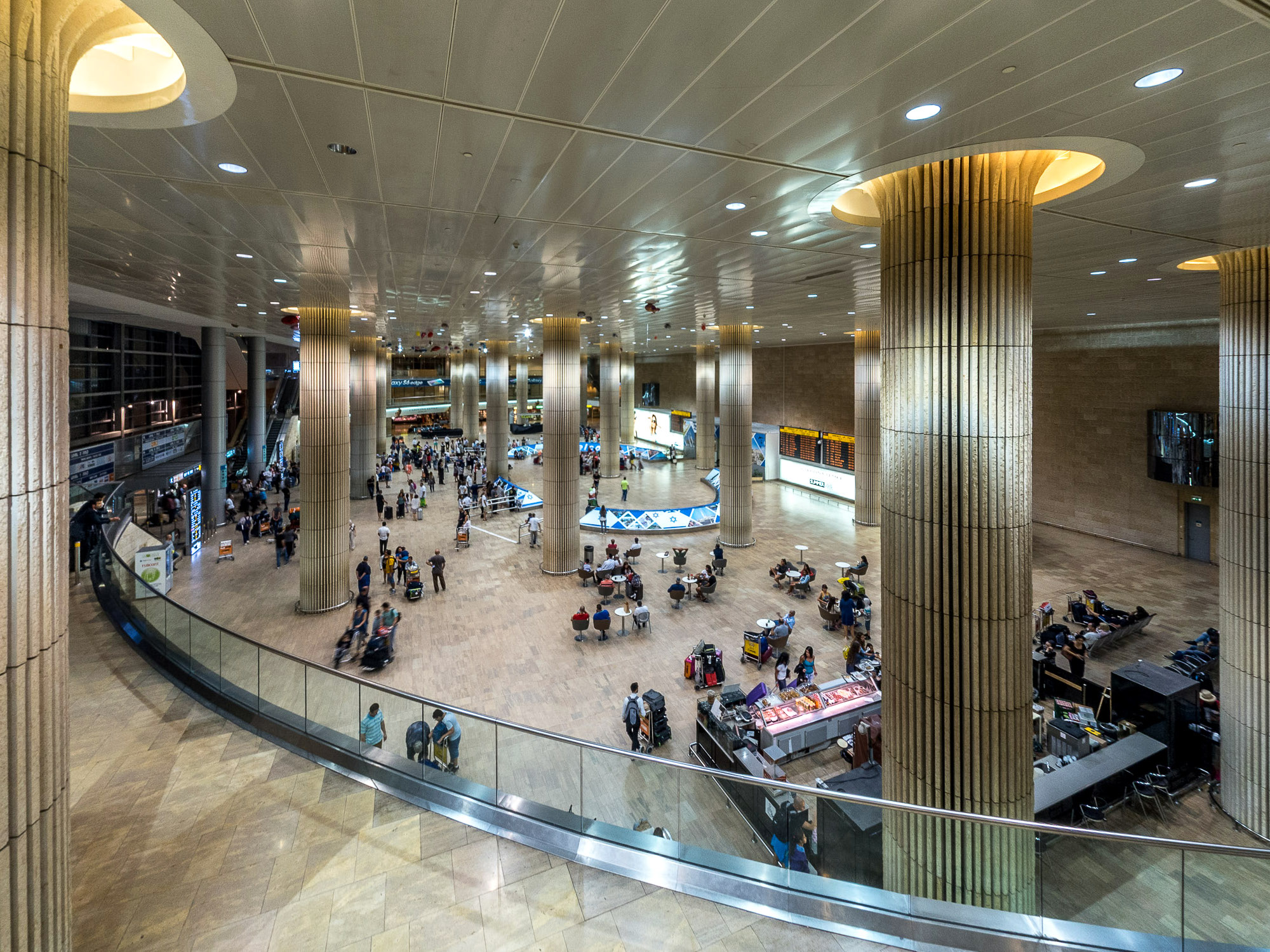
نمایی داخلی از ترمینال شماره ۳ فرودگاه بین‌المللی بن گوریون.

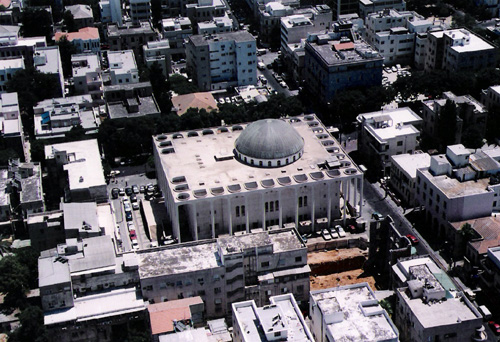
کنیسه جامع تل‌آویو در خیابان آلنبی.

گردشگاه‌های گوناگون شهر ساحلی تل‌آویو که از شمال به جنوب به طول چندین کیلومتر ادامه دارد، آسمان‌خراش‌های مدرن و برج‌های مسکونی که در سال‌های اخیر در این شهر برپا گردیده، مراکز تفریحی، جشنواره‌های متعدد هنری و فرهنگی، موجب گردیده که تل‌آویو به یکی از مهم‌ترین مراکز تفریحی و کانون فعالیت بازرگانی و تجاری اسرائیل مبدل گردد.
اُپرای ملی اسرائیل در شهر تل‌آویو بنا شده و سبک معماری خاص خود را دارد. هم‌چنین بسیاری از گالری‌های هنری تل‌آویو در بلوار روتشیلد واقع شده‌اند.
یکی دیگر از نقاط دیدنی تل‌آویو پارک یرکون است که در کنار رودخانه یرکون قرار گرفته. این پارک مرکز فعالیت‌های ورزشی به‌خصوص پیاده‌روی، دوچرخه‌سواری و حتی قایقرانی است.
در اسرائیل، تل‌آویو به شهری معروف است که هرگز به خواب نمی‌رود، بدین‌گونه که تا دیرترین ساعات شب نیز برخی خیابان‌ها و به‌خصوص مراکز تفریح شبانه از جمعیت موج می‌زند.
هم‌چنین فرودگاه بین‌المللی بن گوریون که بزرگ‌ترین فرودگاه بین‌المللی اسرائیل است، در ۱۵ کیلومتری جنوب شرقی شهر تل‌آویو قرار دارد.
هم‌اکنون متروی تل‌آویو در حال ساخته شدن است که در پایان مرحله اول دارای چهار خط خواهد بود.
گورستان یرکون، اصلی‌ترین گورستان در منطقه کلان‌شهری تل‌آویو است. از دیگر گورستان‌های تل‌آویو می‌توان به گورستان کریات شائول اشاره کرد.

## موزه‌ها
از موزه‌های تل‌آویو می‌توان به موزه هنر تل‌آویو که دارای بزرگ‌ترین مجموعه تابلوهای نقاشی و آثار هنری در کشور است، اشاره کرد. این موزه در کنار کتابخانه مرکزی تل‌آویو و ساختمان اُپرای تل‌آویو قرار دارد. از دیگر موزه‌های واقع‌شده در تل‌آویو می‌توان به خانه پراکندگی‌ها، موزه سرزمین اسرائیل یا تالار استقلال اشاره کرد.

## اماکن مذهبی
حدود ۵۰۰ کنیسه در تل‌آویو وجود دارد. کنیسه جامع تل‌آویو، اصلی‌ترین کنیسه ارتدکس تل‌آویو است. این کنیسای در خیابان آلنبی واقع شده است. از دیگر کنیساهای مهم تل‌آویو می‌توان به کنیسه سیمبالیستا در دانشگاه تل‌آویو و کنیسه هیکل یهودا در بخش مرکزی تل‌آویو اشاره کرد.

## شهرهای خواهر
| - تولوز، فرانسه (۱۹۶۲) - فیلادلفیا، ایالات متحده آمریکا (۱۹۶۶) - کلن، آلمان (۱۹۷۹) - فرانکفورت، آلمان (۱۹۸۰) - بن، آلمان (۱۹۸۳) - بوئنوس آیرس، آرژانتین (۱۹۸۸) - بوداپست، مجارستان (۱۹۸۹) - بلگراد، صربستان (۱۹۹۰) - اسن، آلمان (۱۹۹۲) | - صوفیه، بلغارستان (۱۹۹۲) - ورشو، لهستان (۱۹۹۲) - کان، فرانسه (۱۹۹۳) - لودز، لهستان (۱۹۹۴) - میلان، ایتالیا (۱۹۹۴) - سالونیک، یونان (۱۹۹۴) - آمستردام، هلند (۱۹۹۵) - پکن، چین (۱۹۹۵) | - بارسلون، اسپانیا (۱۹۹۸) - غزه، مناطق خودگردان فلسطینی (۱۹۹۸) - ازمیر، ترکیه (۱۹۹۸) - چیسینا، مولداوی (۲۰۰۰) - اینچئون، کره جنوبی (۲۰۰۰) - لیماسول، قبرس (۲۰۰۰) - مسکو، روسیه (۲۰۰۰) - سائو پائولو، برزیل (۲۰۰۴) - وین، اتریش (۲۰۰۵) |